# Pax deorum
La pax deorum («la paz de los dioses» en latín) es el fundamento de la religión del estado de la Antigua Roma, una armonía o acuerdo entre los hombres y los dioses para beneficio mutuo, e indispensable para el bienestar del estado.
Cuando la fundación de Roma por Rómulo, se supone que los dioses habían dado su acuerdo según los auspicios del fundador. Este acuerdo iba más lejos que una simple ausencia de oposición: significaba que los dioses eran favorables a Roma, por lo que los romanos estaban en paz con los dioses, y les aseguraban la continuidad de su apoyo. 
Este favor de los dioses, por supuesto, esencial, era importante mantenerlo con una correcta práctica religiosa. Como los dioses son favorables a Roma, están constantemente ayudando a los romanos. Por tanto, cualquier acontecimiento adverso sufrido por Roma es el resultado de una ofensa hecha a los dioses, un error religioso (vitium) que llevaría a un desequilibrio de la armonía y el pacto que haría encolerizar a los dioses (ira deorum) y sería necesario repararlo, incluyendo una ceremonia de supplicatio con valor expiatorio, que el Senado debía decretar.